# Ctenocassida
Ctenocassida là một chi bọ cánh cứng trong họ Chrysomelidae.
Chi này được Spaeth miêu tả khoa học năm 1926.

## Các loài
Chi này gồm các loài:
- Ctenocassida vittigera (Boheman, 1855)